# Удобне
Удо́бне (до 14.11.1945 Ганкишло) — село Маяківської сільської громади Одеського району Одеської області, Україна. Населення становить 1947 осіб.

## Історія
За даними 1859 року у казеному селі Ганкишло (Кишло Ханулуй) Аккерманського повіту Бессарабської області мешкало 723 особи (368 чоловічої статі та 355 — жіночої), налічувалось 112 дворових господарств, існували православна церква.
Станом на 1886 рік у колишньому державному селі Паланської волості мешкало 764 особи, налічувалось 150 дворових господарств, існували православна церква, школа та гончарний завод.
За переписом 1897 року кількість мешканців зросла до 1503 осіб (709 чоловічої статі та 714 — жіночої), з яких 1407 — православної віри.

## Населення
Згідно з переписом 1989 року населення села становило 1906 осіб, з яких 852 чоловіки та 1054 жінки.
За переписом населення 2001 року в селі мешкало 1937 осіб.

### Мова
Розподіл населення за рідною мовою за даними перепису 2001 року:
| Мова       | Відсоток |
| ---------- | -------- |
| українська | 91,88 %  |
| румунська  | 4,78 %   |
| російська  | 3,03 %   |
| білоруська | 0,1 %    |
| болгарська | 0,05 %   |
| вірменська | 0,05 %   |
| гагаузька  | 0,05 %   |